# Nazionale femminile di rugby a 15 della Norvegia
La nazionale norvegese di rugby a 15 femminile è la selezione di  rugby a 15 femminile  che rappresenta la Norvegia in ambito internazionale.
Al 2 dicembre 2024 la squadra occupa la 49ª posizione del ranking World Rugby.

## Statistiche internazionali
| Avversario           | Prima Partita | Giocate | Vittorie | Pareggi | Sconfitte | Percentuale |
| -------------------- | ------------- | ------- | -------- | ------- | --------- | ----------- |
| Belgio               | 2006          | 1       | 0        | 0       | 1         | 0.00%       |
| Bosnia ed Erzegovina | 2005          | 2       | 2        | 0       | 0         | 100.00%     |
| Danimarca            | 2003          | 2       | 1        | 1       | 0         | 75.00%      |
| Finlandia            | 2007          | 2       | 0        | 1       | 1         | 25.00%      |
| Germania             | 2003          | 3       | 0        | 0       | 3         | 0.00%       |
| Paesi Bassi          | 2004          | 2       | 0        | 0       | 2         | 0.00%       |
| Russia               | 2005          | 3       | 0        | 0       | 3         | 0.00%       |
| Serbia               | 2007          | 1       | 1        | 0       | 0         | 100.00%     |
| Svezia               | 2003          | 1       | 0        | 0       | 1         | 0.00%       |
| Riepilogo 2003-      |               | 17      | 4        | 2       | 11        | 29.41%      |